# 品川運転区
品川運転区（しながわうんてんく）は、東京都品川区にあった東日本旅客鉄道（JR東日本）東京支社の運転士が所属する組織である。
2008年（平成20年）12月13日をもって廃止され、12月14日より、新たに設立された大崎運輸区に業務が移管された。
| スタブアイコン | サブスタブ | この項目は、まだ閲覧者の調べものの参照としては役立たない、鉄道に関連した書きかけの項目です。この項目を加筆・訂正などしてくださる協力者を求めています（P:鉄道/PJ:鉄道）。 |